# Diictodon
Diictodon byl rod terapsida ze skupiny Dicynodontia. Žil v období pozdního permu zhruba před 255 miliony let. Fosilní pozůstatky tohoto zvířete byly objeveny v Asii a Africe, včetně státu Jihoafrická republika. Byl to býložravec, žijící zřejmě v podzemních norách. Jeho délka dosahovala pouze kolem 45 centimetrů. Byl rovněž vybaven dvěma většími hlodáky, zřejmě mu pomáhaly při získávání potravy.

## V populární kultuře
Tento malý tvor byl vyobrazen například v dokumentárním programu Putování s pravěkými monstry - život před dinosaury. Objevuje se však i několikrát v průběhu třetí série britského sci-fi seriálu Pravěk útočí.

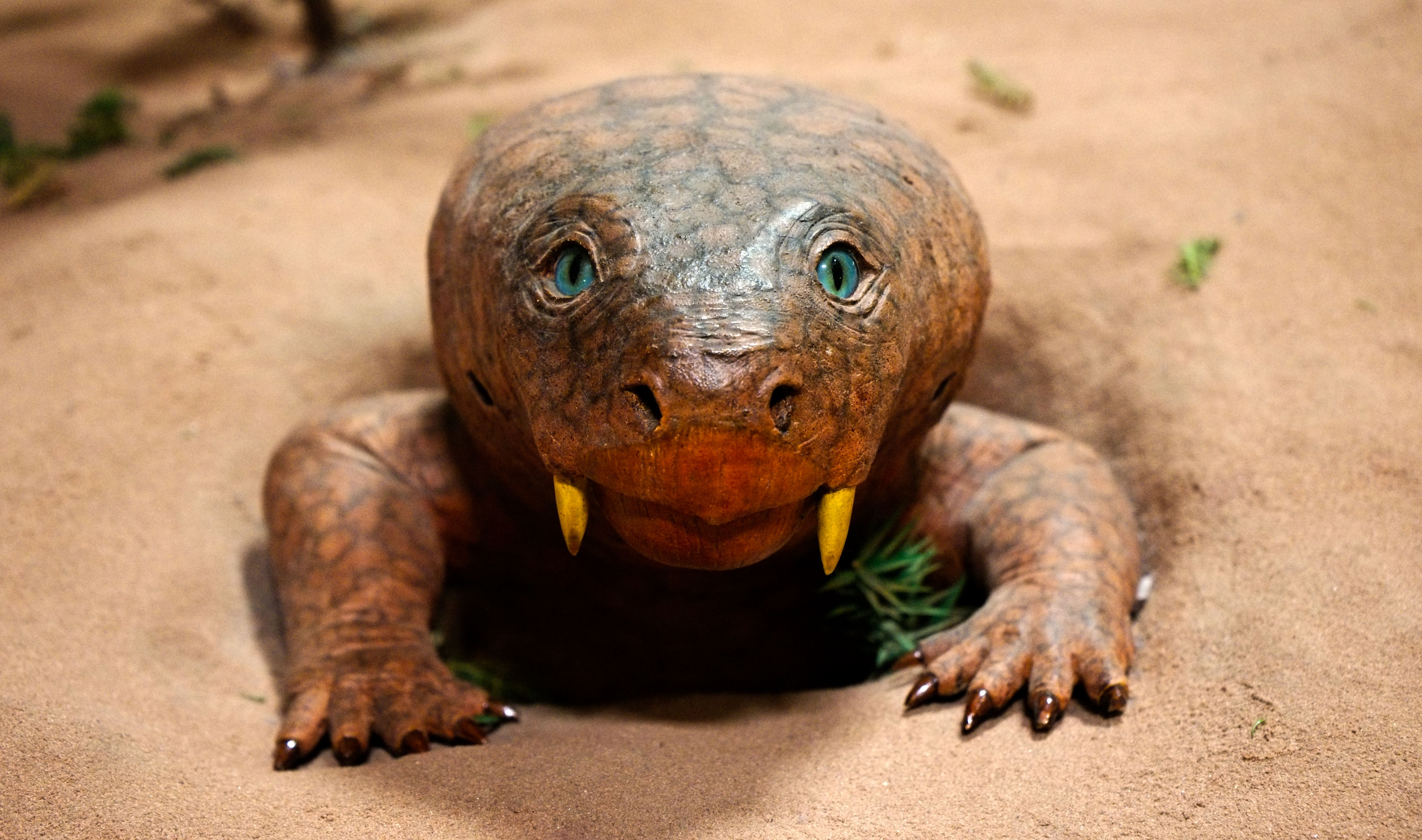
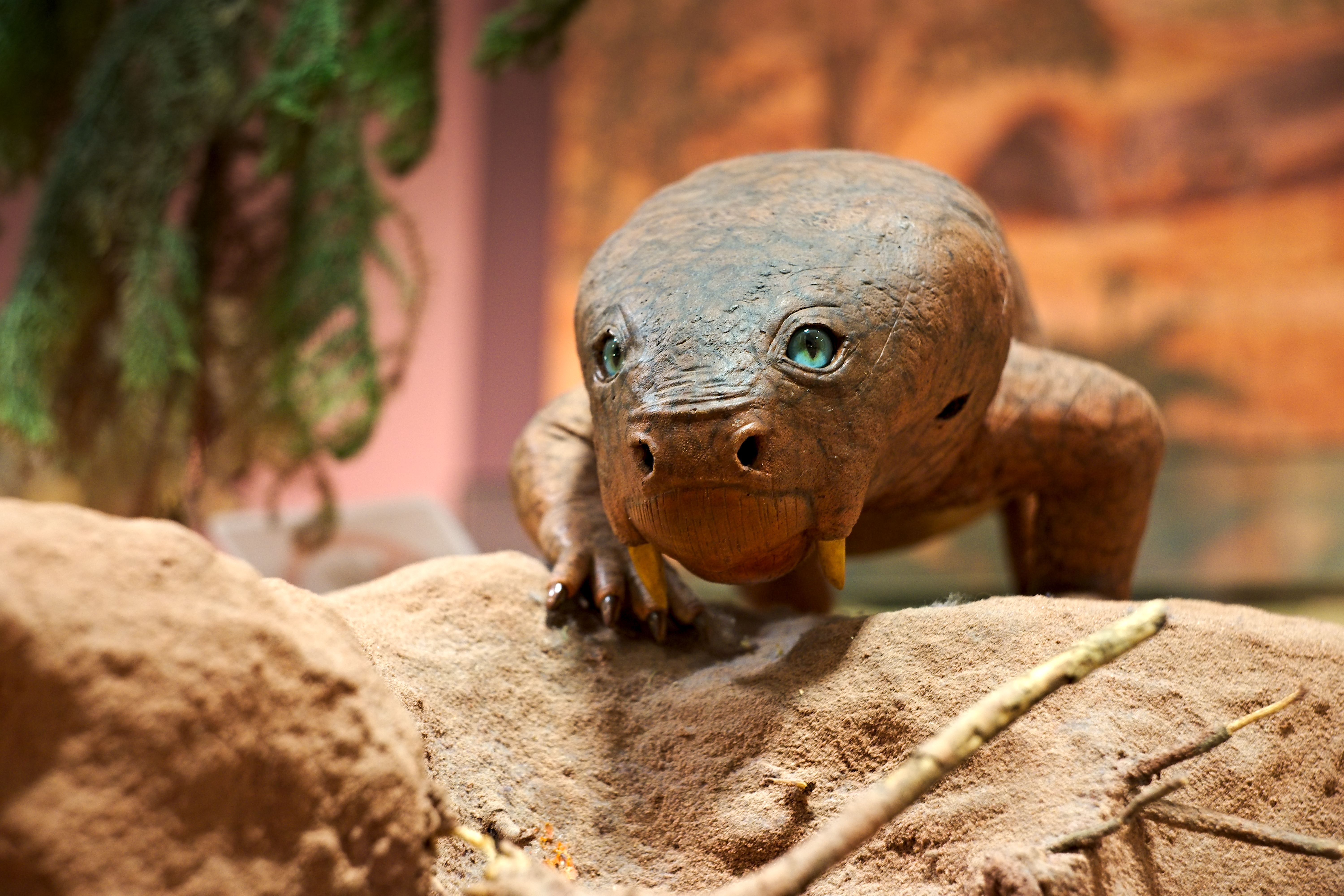
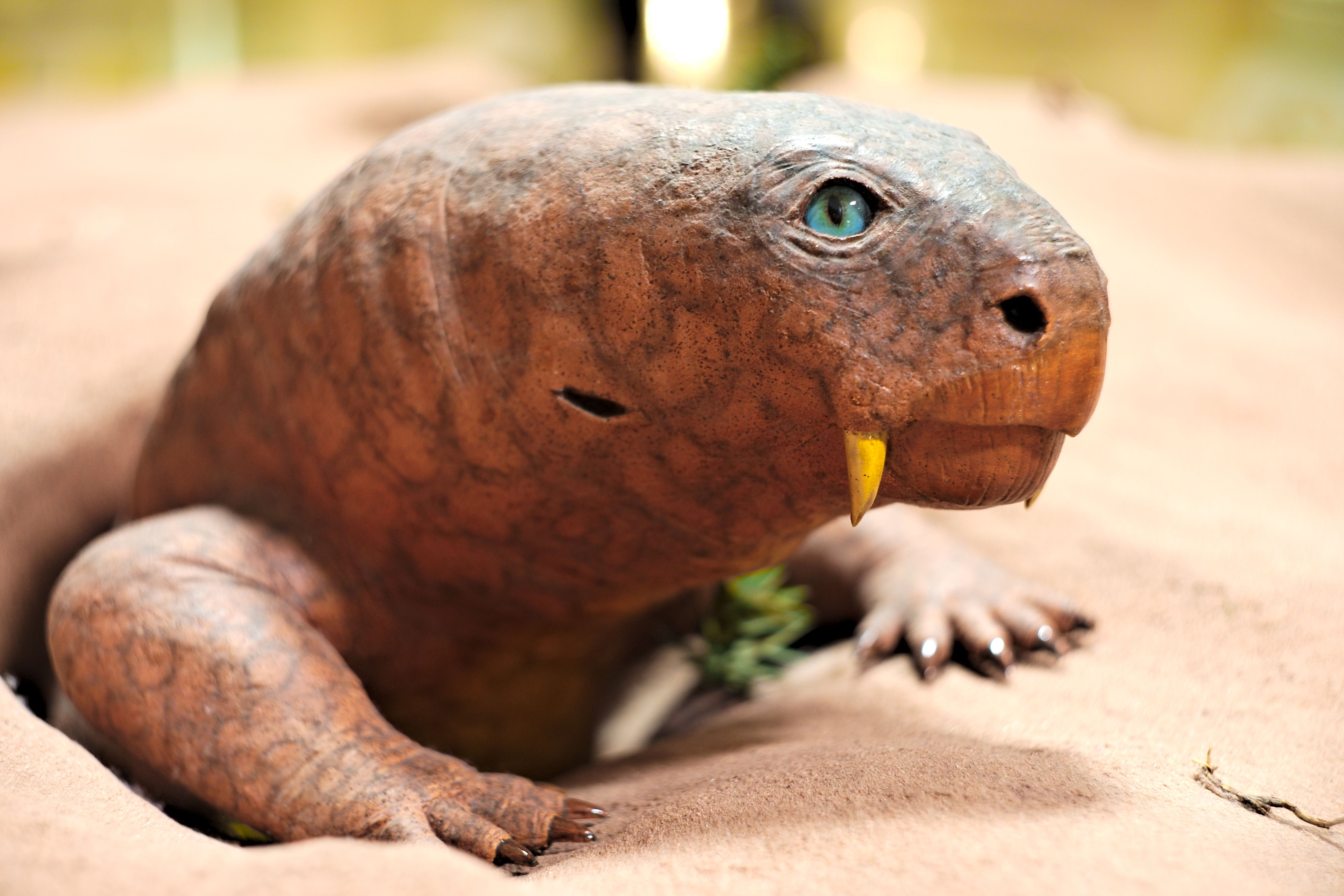